# Multifunctional Utility/Logistics and Equipment

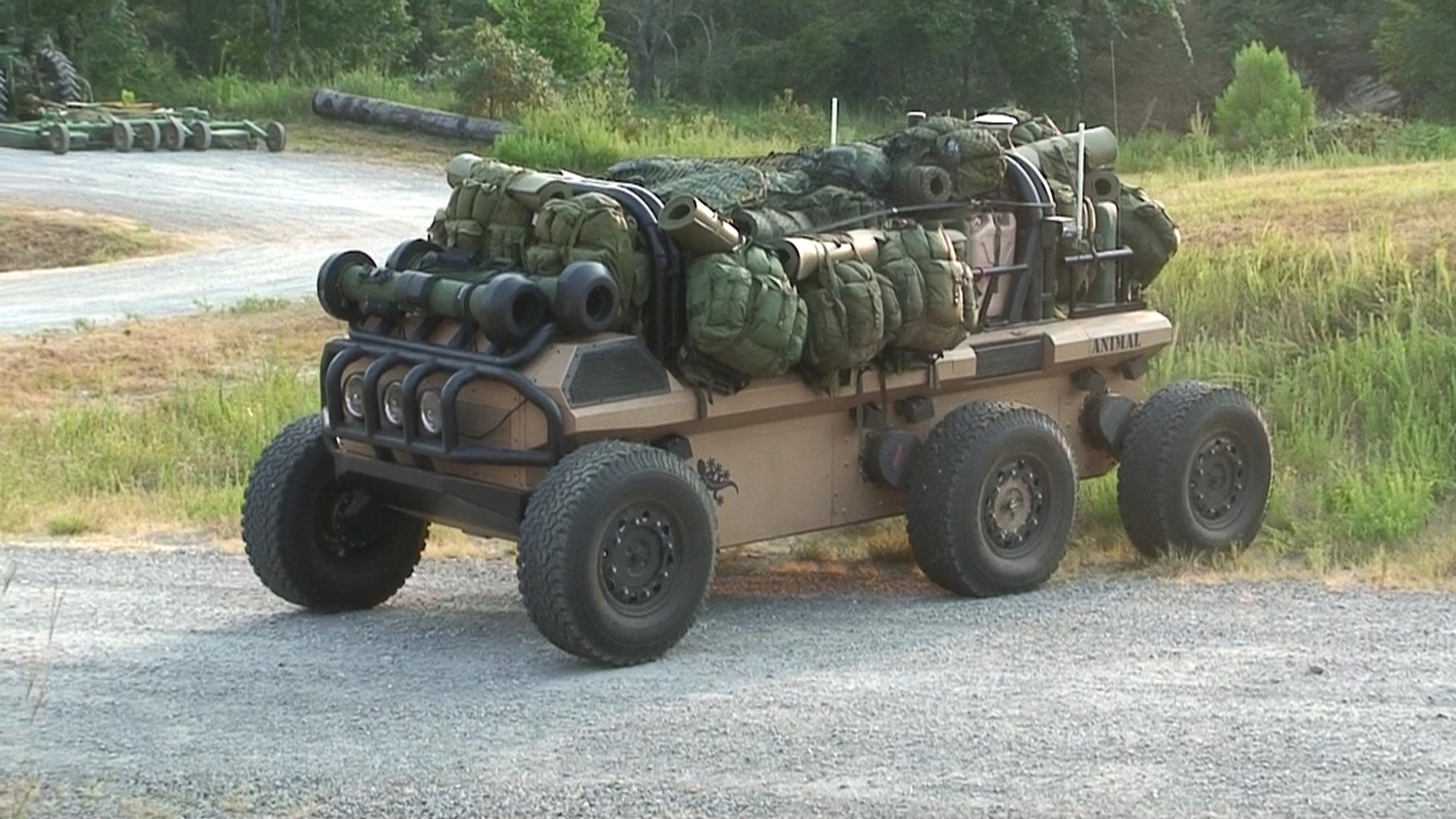
Transport-MULE

Das Multifunctional Utility/Logistics and Equipment oder MULE war ein in Entwicklung befindliches, unbemanntes Roboterfahrzeug, das zum Lastentransport der US-Armee vorgesehen ist. Das Wort „Mule“ bezeichnet im Englischen auch einen Lastesel.
Mule ist ein 2,5 Tonnen schweres allradgetriebenes (6×6) unbemanntes Fahrzeug, welches die Truppe bei sogenannten dirty, dull, dangerous (dreckig, langweilig, gefährlich) Missionen unterstützen soll. Es sollte verschiedene Versionen geben, alle sollten von Lockheed Martin gebaut werden. Sie sollten mit einem autonomen Navigationssystem ausgerüstet und in der Lage sein, einem Führungsfahrzeug oder Soldaten zu folgen oder zu einem bestimmten Punkt im Gelände zu fahren. Die Systementwicklung begann 2003, die Auslieferung war für das Jahr 2010 geplant.
Im Juli 2011 stornierte die US-Armee das Projekt.

## Systembeschreibung

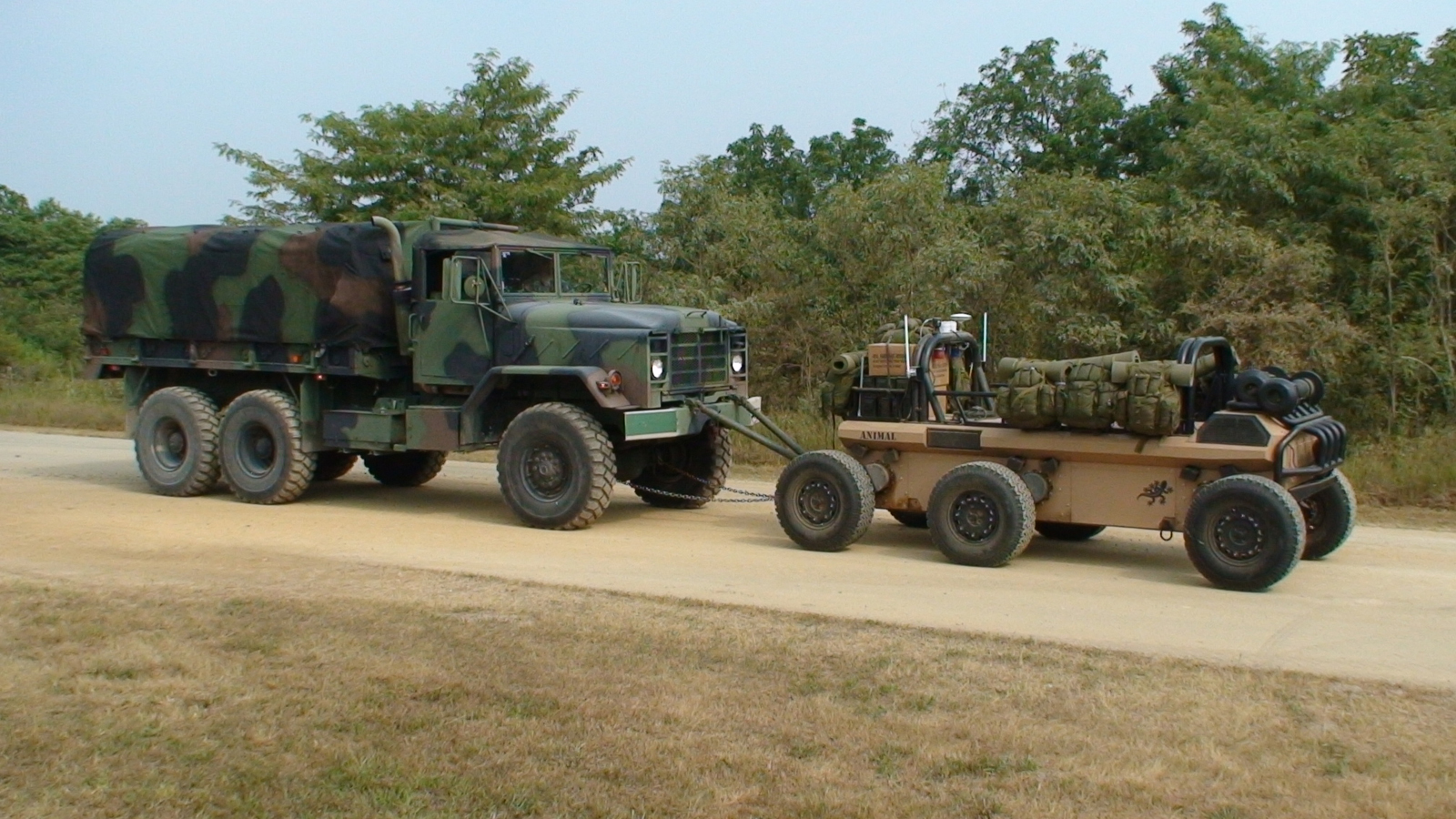
Ein MULE zieht einen 5-Tonnen LKW

Das MULE ist primär dazu gebaut, die Infanterie zu unterstützen. Dazu ist das Fahrzeug auch in schwierigem Gelände manövrierfähig. Es sollte drei Versionen geben. Alle sollten mit sechs Radnabenmotoren ausgestattet werden, die das Fahrzeug bei Ausfällen einzelner Motoren und in schwierigem Gelände mobil halten sollten. Der Roboter sollte mit seinen „Beinen“ bis zu 1,5 Meter hohe Stufen, 50 Zentimeter hohe Hindernisse, 1,5 Meter breite Gräben, 1,25 Meter tiefes Wasser und Steigungen von bis zu 40 Prozent überwinden. Auf der Straße sollte der Roboter bis zu hundert, in unwegsamem Gelände bis zu 50 Kilometer zurücklegen können. Alle Versionen sollten auch als Außenlast an einem Transporthubschrauber vom Typ UH-60 Blackhawk oder CH-53 transportiert werden können.

## Versionen

### Transportversion XM1217

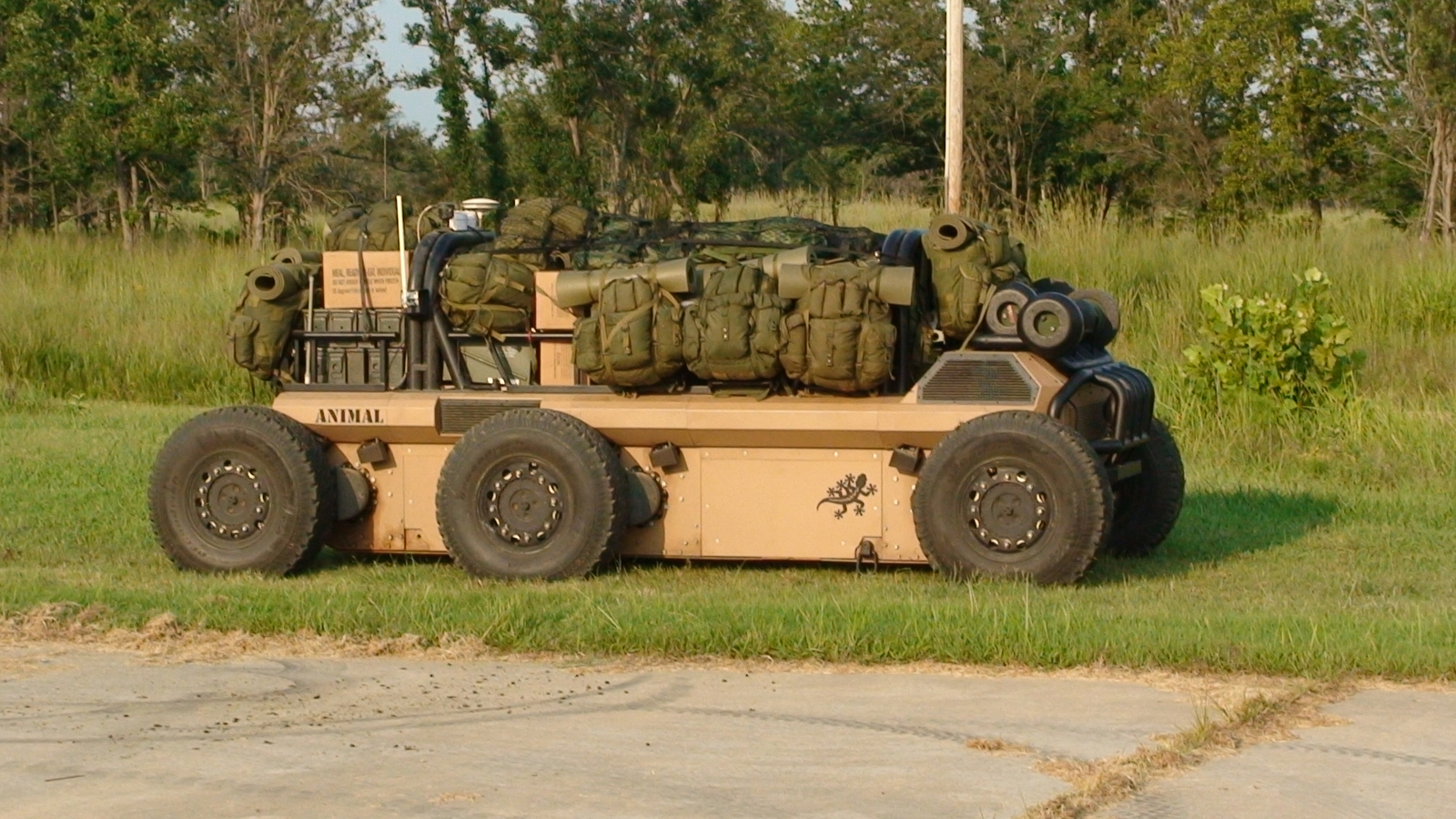
Ein Transport-MULE mit abgesenktem Fahrwerk

Das Transport-MULE war als „Lastesel“ für jeweils zwei Infanterietrupps gedacht. 1,2 Tonnen Nutzlast sollten mit Schienen und Gurten befestigt werden können. Das Fahrzeug sollte auch zur Evakuierung und für medizinische Transporte verwendet werden. Mit der Beendigung des Future-Combat-Systems-Programms durch Verteidigungsminister Robert Gates wurde das Projekt im Januar 2010 eingestellt.

### Minenräumversion (Countermine-MULE) XM1218
Das Minenräum-MULE sollte Minen aufspüren und markieren. Mit der Beendigung des Future Combat Systems-Programms durch Verteidigungsminister Robert Gates wurde das Projekt im Januar 2010 eingestellt.

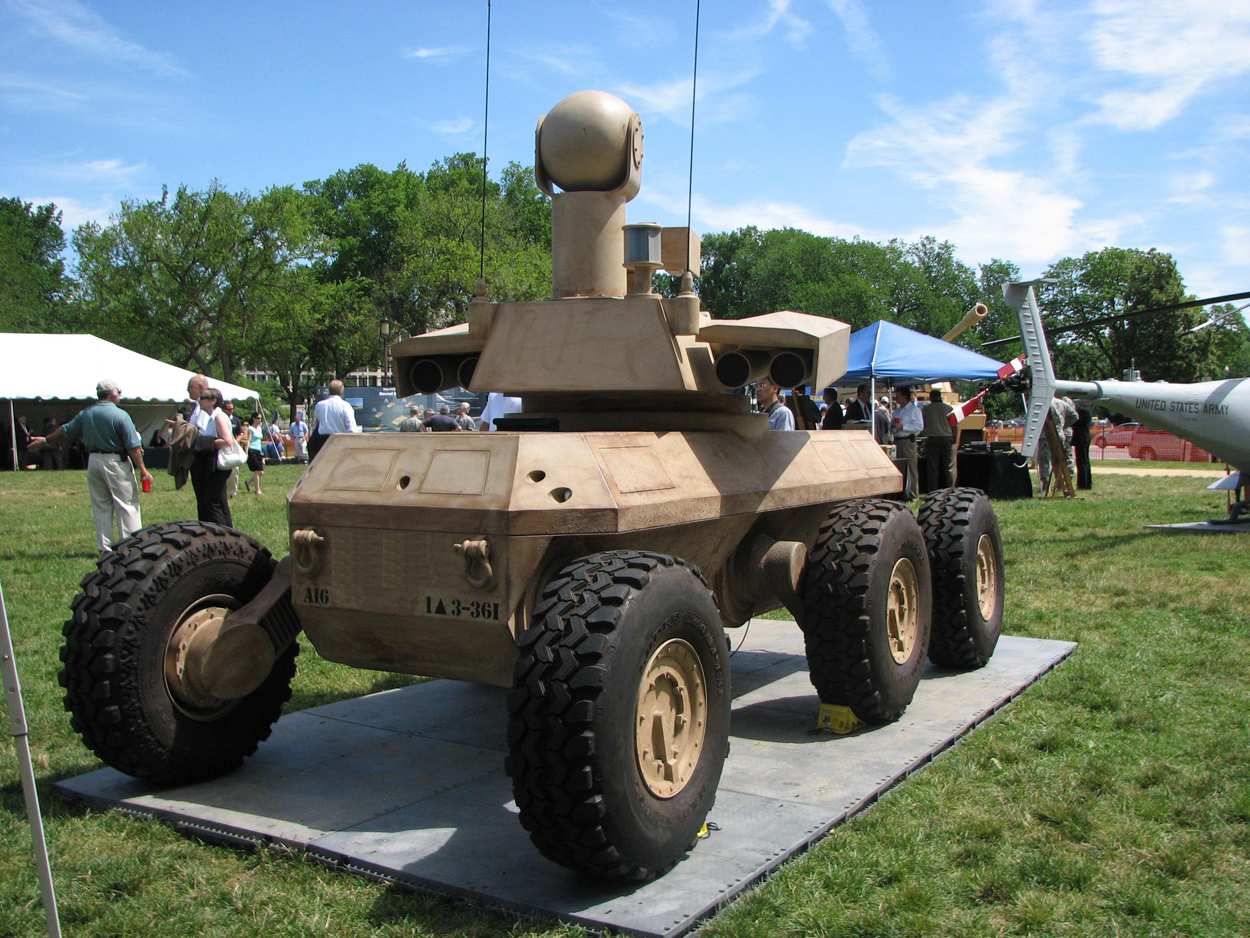
Armed Robotic Vehicle (ARV)-Variante des MULE

### Armed Robotic Vehicle-Assault-Light (ARV-A-L) XM1219
→ Hauptartikel: Armed Robotic Vehicle
Das Angriffs-MULE sollte die abgesessene Infanterie mit Panzerabwehrlenkwaffen und einem Maschinengewehr unterstützen. Durch seine Lufttransportfähigkeit sollte es auch in der Lage sein, Luftlandetruppen zu unterstützen. Diese MULE-Version war zuletzt die einzige, die für das Brigade-Combat-Team-Modernisation-Programm zur Einsatzreife entwickelt werden sollte. Bis zum 30. September 2011 wurde auch die weitere Entwicklung dieser Version gestoppt.

## Technik

### Gewicht
- Einheitliches Fahrgestell
- 2,5 Tonnen Plattformgewicht

### Antrieb
- Dieselelektrischer Antrieb
- Einzelradantrieb ohne Getriebe
- Jedes Rad kann einzeln angesteuert werden
- Run-Flat-Reifen

### Transport
- C-130 und CH-47 intern luftverladbar
- UH-60 als Außenlast